# Olympische Winterspiele 1932/Eisschnelllauf – 500 m (Männer)
Das 500-Meter-Rennen im Eisschnelllauf der Männer bei den Olympischen Winterspielen 1932 fand am 4. Februar 1932 statt. Insgesamt nahmen 16 Teilnehmer aus vier Ländern an dem Wettbewerb im James B. Sheffield Olympic Skating Rink teil.
In drei Vorläufen wurden insgesamt sechs Finalteilnehmer ermittelt, die in einem Finalrennen gegeneinander antraten. Der US-Amerikaner Jack Shea wurde mit einer Zeit von 43,4 Sekunden Olympiasieger, während Silber an Bernt Evensen aus Norwegen und Bronze an den Kanadier Alexander Hurd ging.

## Ergebnisse
Q – Qualifikation für die nächste Runde

### Vorläufe

#### Vorlauf 1
| Rang | Land               | Athlet         | Zeit (s) | Anmerkungen |
| ---- | ------------------ | -------------- | -------- | ----------- |
| 1    | Kanada             | Frank Stack    | 44,3     | Q           |
| 2    | Vereinigte Staaten | Jack Shea      |          | Q           |
| 3    | Japan              | Ishihara Shōzō |          |             |
| 4    | Norwegen           | Erling Lindboe |          |             |
| 5    | Japan              | Kawamura Yasuo |          |             |

#### Vorlauf 2
| Rang | Land               | Athlet            | Zeit (s) | Anmerkungen |
| ---- | ------------------ | ----------------- | -------- | ----------- |
| 1    | Norwegen           | Bernt Evensen     | 45,3     | Q           |
| 2    | Kanada             | Willy Logan       |          | Q           |
| 3    | Vereinigte Staaten | Raymond Murray    |          |             |
| 4    | Japan              | Kitani Tokuo      |          |             |
| 5    | Kanada             | Leopold Sylvestre |          |             |

#### Vorlauf 3
| Rang | Land               | Athlet            | Zeit (s) | Anmerkungen |
| ---- | ------------------ | ----------------- | -------- | ----------- |
| 1    | Kanada             | Alexander Hurd    | 44,9     | Q           |
| 2    | Vereinigte Staaten | John Farrell      |          | Q           |
| 3    | Vereinigte Staaten | Allan Potts       |          |             |
| 4    | Norwegen           | Håkon Pedersen    |          |             |
| 5    | Norwegen           | Hans Engnestangen |          |             |
| 6    | Japan              | Uruma Tomeju      |          |             |

### Finale
| Rang | Land               | Athlet         | Zeit (s)        |
| ---- | ------------------ | -------------- | --------------- |
| 1    | Vereinigte Staaten | Jack Shea      | 43,4            |
| 2    | Norwegen           | Bernt Evensen  | 5 m hinter Shea |
| 3    | Kanada             | Alexander Hurd | 8 m hinter Shea |
| 4    | Kanada             | Frank Stack    |                 |
| 5    | Kanada             | Willy Logan    |                 |
| 6    | Vereinigte Staaten | John Farrell   |                 |